# Adelqui Migliar
Adelqui Migliar (1891-1956), connu aussi sous le nom d'Adelqui Millar, fut un acteur du cinéma muet néerlandais qui devint ensuite réalisateur et scénariste en Europe, en Amérique du Nord et du Sud.

## Biographie

### Premières années
Né à Concepción d'un père chilien et d'une mère italienne, Adelqui Migliar retourna en Italie à 14 ans. Ses études terminées, il revint en Amérique du Sud qu'il parcourut avec une troupe de théâtre. Il atteignit la Californie, où il trouva des emplois de cascadeur et de figurant avant de revenir en Italie en 1913 travailler comme acteur.

### Star du muet aux Pays-Bas
À la Première Guerre mondiale, il opta pour les Pays-Bas, pays neutre, où il trouva un emploi à la Amsterdam Film Cie (nl) et fit ses débuts en 1916 dans un film de Theo Frenkel, Genie tegen geweld (Le Génie contre la violence). La même année, il s'engagea avec la Filmfabriek Hollandia, et devint un des acteurs les plus populaires des Pays-Bas en compagnie d'Annie Bos, avec qui il travaillait souvent : parce qu'il n'était pas soumis au service militaire, il était très disponible et obtenait donc beaucoup de rôles importants, devenant « le latin lover du cinéma muet néerlandais ».
En 1919, la Filmfabriek Hollandia accueillit un producteur anglais, A.G. Granger et devint l'Anglo-Hollandia. Si presque tous les acteurs néerlandais furent rejetés pour faire de la place aux Anglais, Adelqui Migliar parvint à rester au sommet. C'est à cette époque qu'il changea son nom en Adelqui Millar et devint coscénariste (pour Een lach en een traan et Circus, qui furent des succès), en plus d'être acteur.

### Les années 1920
Il partit au Royaume-Uni en 1922 où il écrivit, interpréta et produisit Pages of Life, où figurait Evelyn Brent. Il tourna plusieurs films (dont Souris d'hôtel, Le Navire aveugle et L'Esclave reine) avant de fonder à Londres une nouvelle compagnie, Whitehall qui disparut au bout de deux films, alors qu'Adelqui Millar en avait prévu six.

### Les années 1930
Dans les années 1930, il réalisa d'abord des films à Joinville-le-Pont, pour la Paramount, qui lui demande des versions espagnoles de films américains destinées au marché sud américain. Il en profite aussi pour réaliser le premier film avec Carlos Gardel, Las luces de Buenos Aires et réaliser Le Rebelle, avec au générique Suzy Vernon.

### Les années 1940 et 50
Dans les années 1940, il retourna en Amérique du Sud (et dirigea Eva Perón dans La carga de los valientes) où il travailla jusqu'en 1954 dans le cinéma.

## Filmographie partielle

### Comme acteur
- 1916 : Een danstragedie (en)
- 1916 : Genie tegen geweld (en)
- 1917 : Madame Pinkette & Co (en)
- 1918 : Toen 't licht verdween (en)
- 1918 : Amerikaansche meisjes de Maurits Binger et Louis Davids
- 1918 : De kroon der schande (en)
- 1918 : Oorlog en vrede (en)
- 1919 : Zonnetje (en)
- 1919 : A Carmen of the North (en)
- 1919 : Het goudvischje (en)
- 1920 : John Heriot's Wife (en)
- 1920 : Fate's Plaything (en)
- 1920 : As God Made Her (en)
- 1920 : Hidden Lives (en)
- 1920 : Schakels (en)
- 1921 : The Little Hour of Peter Wells (en)
- 1921 : Laughter and Tears (en)
- 1921 : Blood Money (en)
- 1921 : The Other Person (en)
- 1921 : Rechten der jeugd (en)
- 1922 : In the Night (en)
- 1922 : De leugen van Pierrot (en)
- 1924 : L'Esclave reine de Mihaly Kertész
- 1924 : L'Arabe de Rex Ingram
- 1925 : The Apache d'Adelqui Migliar
- 1926 : London (en)

### Comme réalisateur
- 1922 : Pages of Life
- 1925 : The Apache
- 1927 : Le Navire aveugle (co-réalisé par Joseph Guarino)
- 1929 : Life
- 1929 : The Inseparables
- 1929 : Souris d'hôtel
- 1930 : Doña mentiras
- 1930 : El secreto del doctor
- 1930 : Toda una vida
- 1931 : La carta
- 1931 : La fiesta del diablo
- 1931 : Sombras del circo
- 1931 : Le Rebelle
- 1931 : Las luces de Buenos Aires
- 1936 : Luci sommerse
- 1938 : Ceux de demain (co-réalisé par Georges Pallu)
- 1939 : Ambición
- 1940 : La carga de los valientes
- 1941 : La quinta calumnia
- 1943 : Oro en la mano
- 1946 : Volver a vivir
- 1946 : Tormenta en el alma
- 1947 : El precio de una vida
- 1952 : Marido de ocasión
- 1954 : El domador

## Crédit d'auteurs
- (nl) Cet article est partiellement ou en totalité issu de l’article de Wikipédia en néerlandais intitulé « Adelqui Migliar » (voir la liste des auteurs).